# Plouguiel
Plouguiel é uma comuna francesa na região administrativa da Bretanha, no departamento Côtes-d'Armor. Estende-se por uma área de 19,04 km². Em 2010 a comuna tinha 1 784 habitantes (densidade: 93,7 hab./km²).